# Altes Rathaus (Halle (Saale))

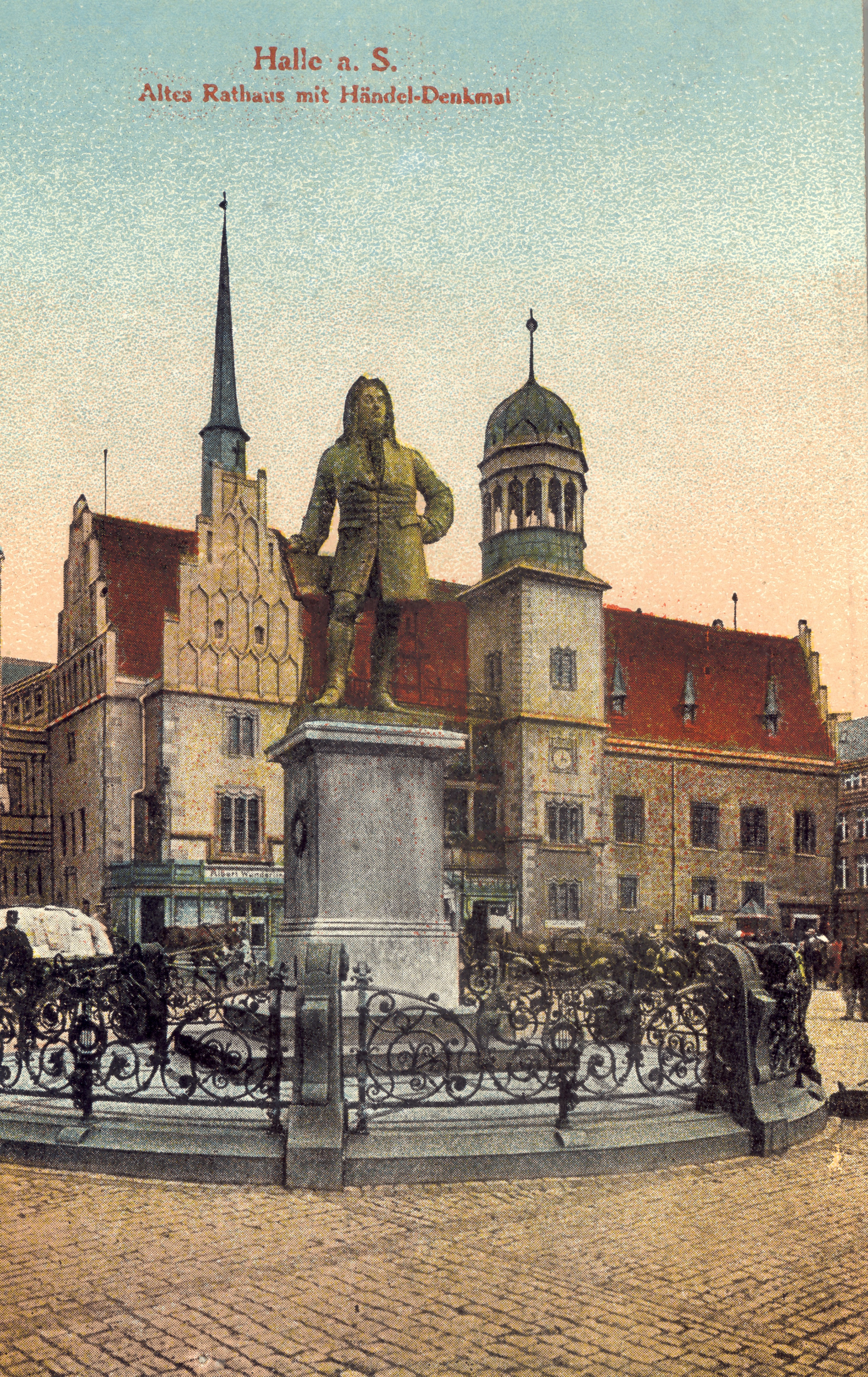
Altes Rathaus Halle (mit Händel-Denkmal), etwa 1905

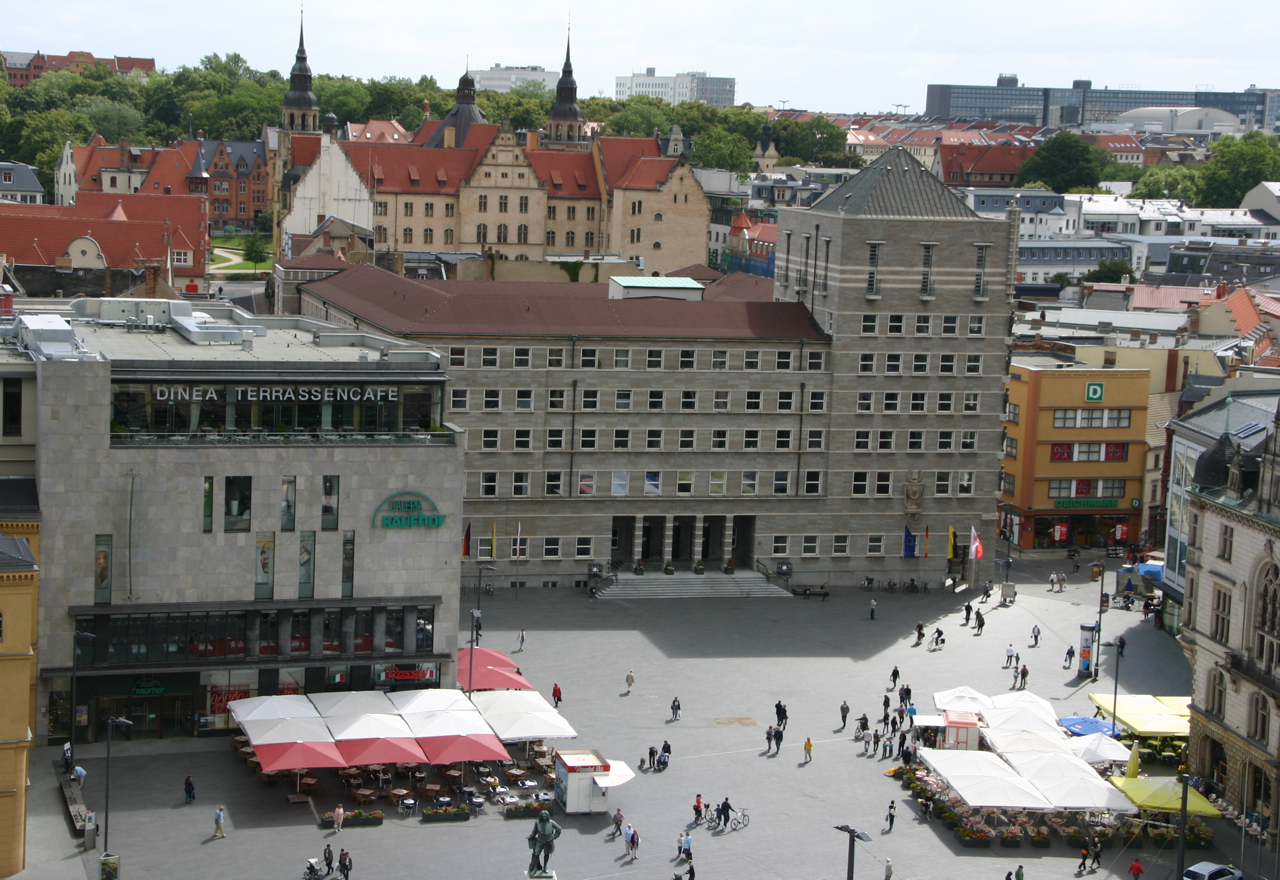
Blick auf die offene Ostseite des Marktplatzes, die nunmehr vom Ratshof abgeschlossen wird

Das Alte Rathaus der Stadt Halle (Saale) war vom 13./14. Jahrhundert bis 1945 Sitz der städtischen Verwaltung. Es befand sich an der Ostseite des halleschen Marktplatzes auf einer derzeit unbebauten Fläche, vor dem 1928/29 als Hintergebäude des Alten Rathauses errichteten Ratshof. Das alte Rathaus war ein bedeutendes Profanbauwerk in Mitteldeutschland.
Gegen Ende des Zweiten Weltkriegs wurden Teile des Rathauses bei einem amerikanischen Bombenangriff am 31. März 1945 schwer beschädigt. Der Rathausturm musste wegen statischer Instabilität noch im April 1945 abgebrochen werden. Die übrigen Gebäudeteile wurden zwecks späterer Instandsetzung gesichert, 1948 jedoch abgebrochen. 1950 wurde auch der sich entlang der Leipziger Straße stumpfwinklig anschließende Barockflügel abgerissen, der den Krieg nahezu unversehrt überstanden hatte. Der Wiederaufbau des Alten Rathauses wird durch eine Bürgerstiftung vorangetrieben.

## Bau- und Nutzungsgeschichte

### Ursprünge
Die in zahlreichen Abbildungen überlieferte äußere Gestalt des Alten Rathauses ging im Wesentlichen auf den Beginn und die Mitte des 16. Jahrhunderts zurück. Seine ältesten Bauteile waren jedoch bereits viel früher entstanden. Ein bis 1948 in zwei bis drei Geschossebenen erhalten gebliebener Massivbau, der später den südlichen Abschluss des Rathauses markierte, dürfte bereits im 13. Jahrhundert entstanden sein. Am nördlichen Ende der Rathausanlage befand sich die Kapelle zum Heiligen Kreuz, die erstmals 1327 genannt worden war.
Bei dem südlichen Massivbau handelte es sich wahrscheinlich um einen Teil einer feudalen Eigenbefestigung. Möglicherweise befand sich hier auch der Amtssitz des erstmals 1145 genannten Präfekten (Schultheißen). Um die Mitte des 13. Jahrhunderts verlor der Schultheiß seine Verwaltungsbefugnisse, die fortan dem 1258 erstmals genannten Ratsmannenkollegium übertragen wurden. Dieses Gremium setzte sich überwiegend aus den am Alten Markt ansässigen Kaufleuten zusammen und tagte zunächst in einem Gebäude an der Ostseite des Rathauses, das in den halleschen Schöffenbüchern mehrfach, zuletzt 1368, als „Altes Rathaus“ („an deme alden rathuse“) erscheint.
In deutlicher Abgrenzung dazu ist seit dem Ende des 13. Jahrhunderts häufig vom „Rathus“ die Rede, das sich zu jener Zeit offenbar bereits am Marktplatz befunden hat. Die Ratskapelle, deren polygonale Chorpartie bis zum Abbruch 1862 weitgehend unverändert erhalten geblieben war, könnte bereits im letzten Drittel des 13. Jahrhunderts errichtet worden sein, vielleicht auch erst nach dem Stadtbrand von 1312. Ihre erste urkundliche Erwähnung stammt aus dem Jahre 1327.
Ab 1316 wählten die Angehörigen der als „burkore“ bezeichneten Bürgerversammlung alljährlich einen neuen Rat. Das dazugehörige Versammlungsareal dürfte sich zwischen dem mittlerweile als „Rathus“ firmierenden Massivbau und der Ratskapelle befunden haben. Möglicherweise handelte es sich dabei um eine einfache Holzkonstruktion, spätestens ab dem dritten Viertel des 15. Jahrhunderts aber um einen beheizbaren Raum, auf den die überlieferte Bezeichnung „Ratsdörntze“ hindeutet.

### Um- und Ausbauten

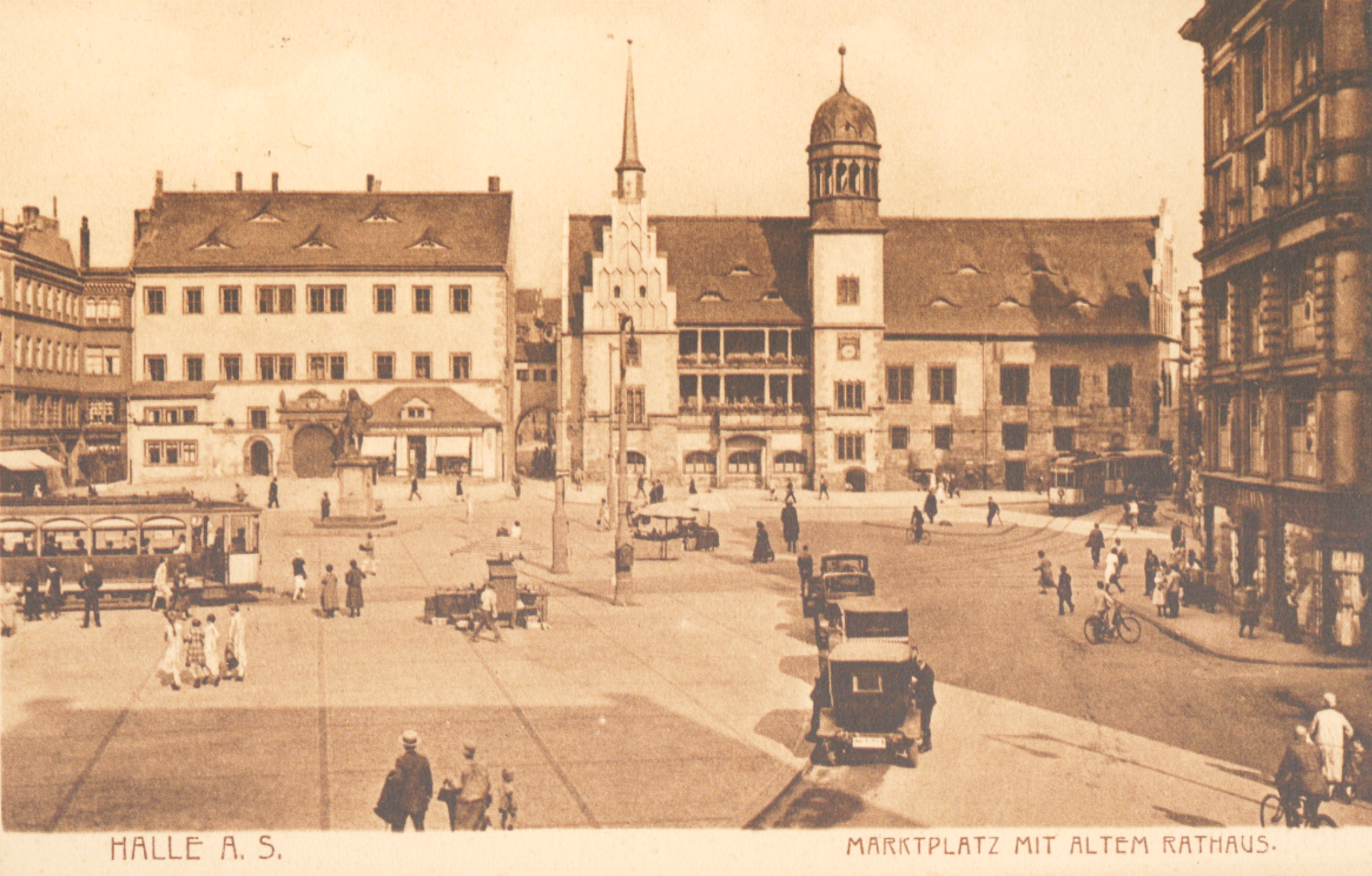
Ratswaage und Altes Rathaus Halle um 1905

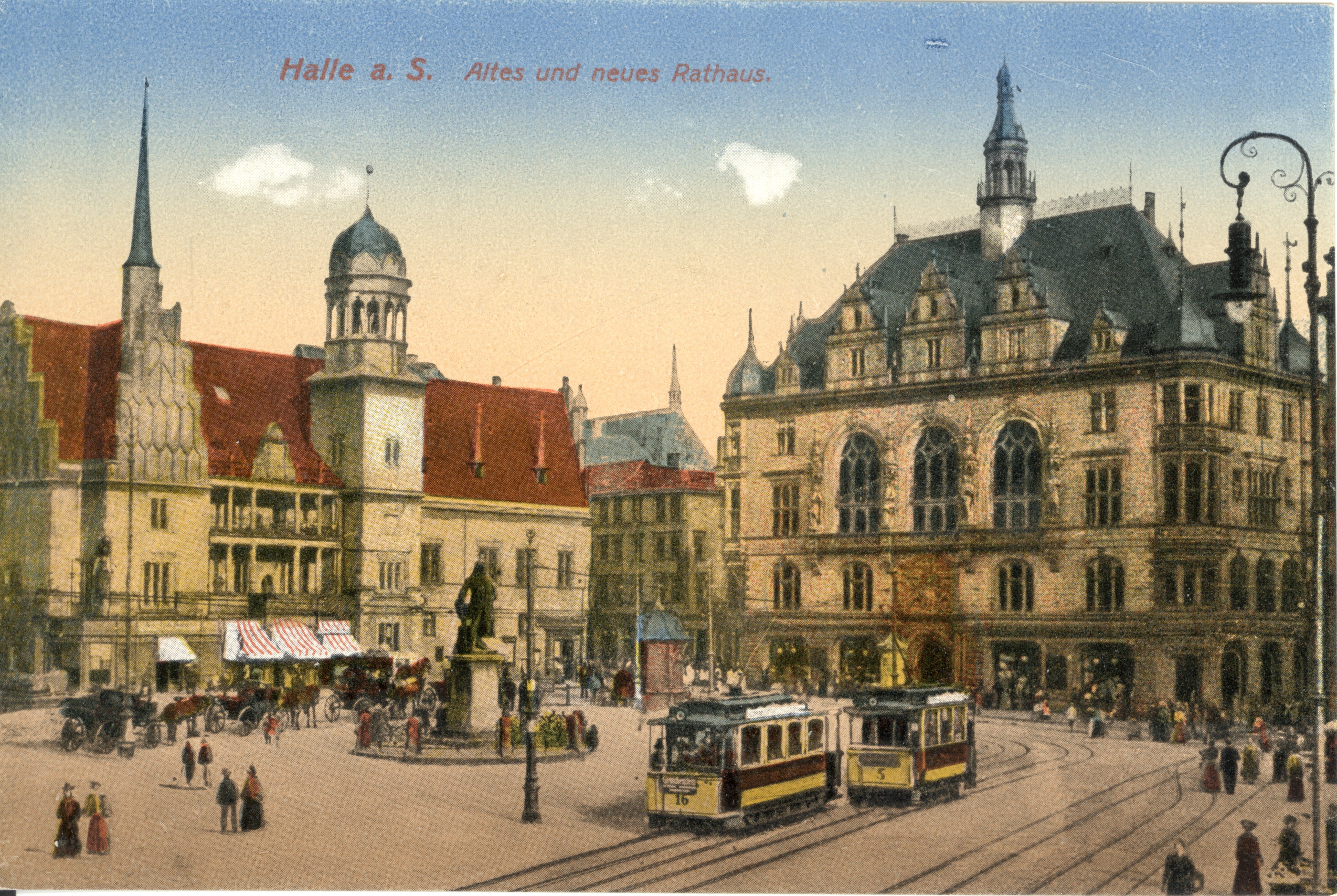
Altes Rathaus und Neues Rathaus (Stadthaus) Halle um 1905

In den Jahren 1501 und 1502 erlebte das Rathaus unter Leitung des halleschen Ratsbaumeisters Ulrich von Schmiedeberg einen tiefgreifenden Umbau. Dieser erstreckte sich von der Neueinwölbung und baulichen Erweiterung der Ratskapelle über die Errichtung einer Verkündigungslaube vor der ebenfalls erneuerten marktseitigen Außenwand im Bereich zwischen Ratskapelle und südlichem Massivbau bis hin zu einem turmartigen Vorbau am südlichen Ende dieses neuen Fassadenabschnitts. Im Inneren waren vor allem die Kapelle sowie der mittlere Gebäudeteil mit dem Bürgersaal von Umbaumaßnahmen betroffen.
Die Heilig-Kreuz-Kapelle wurde marktseitig um einen Risalit mit ebenerdigem Eingang und in zwei Zonen angeordneten Korbbogenfenstern erweitert. Mit der Neueinwölbung ging eine weitgehende, möglicherweise bis in die Fundamente reichende Erneuerung des Kapellenschiffes einher. Der Kapelleninnenraum wurde mit einem spätgotischen Sterngewölbe ausgestattet.
Zur Gestaltung der ebenfalls 1501 begonnenen Verkündigungslaube vor dem mittleren Gebäudeteil liegen keine detaillierten Informationen vor, da die Laube in ihrer ursprünglichen Form nur bis 1558 Bestand hatte. Auch der hinter der Laube gelegene Bürgersaal wurde in den Jahren 1501 bis 1505 umgebaut und in östlicher Richtung erweitert. Gleichzeitig wurde auf den zum Rathauseingang führenden Treppenstufen ein gestalterisch mit dem Kapellenrisalit korrespondierender, in seiner Tiefe jedoch zum Turmquadrat erweiterter Vorbau errichtet. Dieser Portalrisalit wurde ebenso wie der Kapellenrisalit und die zur Großen Märkerstraße orientierte Außenwand des südlichen Massivbaues mit einem gestuften Zinnengiebel mit maßwerkartiger Blendarkatur versehen.
Zwischen 1501 und 1524 erfolgte eine Erweiterung des Rathauses nach Südosten, wo aus Bruchsteinen minderer Qualität ein Gebäude errichtet wurde, das man zwei Jahrhunderte später durch den Barockflügel ersetzte.
In den Jahren zwischen 1558 und 1569 verlieh Nickel Hoffmann, der zu den bedeutendsten und produktivsten Baumeistern seiner Zeit zählte, dem halleschen Rathaus seine vollendete Renaissance-Gestalt. Die zwischen Kapellen- und Portalrisalit gelegene Verkündigungslaube wurde in ihrer Tiefe vermutlich um die Hälfte reduziert und in einen dreigeschossigen „Steinernen Gang“ umgewandelt. Aus der Mittelachse der steinernen Laubenkolonnade trat der eigentliche Verkündigungsbalkon hervor. Den oberen Abschluss der Renaissanceloggia bildete ein ursprünglich vermutlich geschweifter Giebel, der später mehrfach verändert wurde.
1568/69 erweiterte Nickel Hoffmann den Portalrisalit zu einem weit über das Dach hinausragenden Turmbau. Über dem Traufgesims wurde ein vierseitiger Backsteinaufsatz eingefügt und darüber eine achtseitige Kuppel über offener Laterne.
1701 wurde die inzwischen baufällig gewordene südöstliche Rathauspartie abgebrochen und ein Jahr später durch den dreigeschossigen Barockflügel ersetzt. Den mit vierzehn Fensterachsen ausgestatteten Massivbau bekrönte ein mächtiges Walmdach mit Giebelgauben. Die Fassade wurde durch einen leicht hervortretenden vierachsigen Mittelrisalit mit kunstvoll gestaltetem Portal akzentuiert.
Im 19. und frühen 20. Jahrhundert wurde das Alte Rathaus mehrfach umgebaut und instand gesetzt, wobei ab 1919 unpassende Veränderungen zielgerichtet beseitigt wurden, um dem Gebäude sein würdiges, von Spätgotik und Renaissance geprägtes Erscheinungsbild zurückzugeben. 1924 wurde der Verbindungsgang in Höhe des ersten Stockwerks zwischen Rathaus und benachbarter Ratswaage erneuert und mit einem Satteldach gekrönt. 1928/29 erfolgte zur Ausweitung der Raumkapazität der Stadtverwaltung der Bau des großen Ratshofs hinter dem Alten Rathaus: ein fünfstöckiger Bau, der unter anderem mit fünf überlebensgroßen allegorischen Bronzeplastiken geschmückt wurde.
In den Jahren vor dem Zweiten Weltkrieg erfolgten umfangreiche bauliche Aufwertungsmaßnahmen am Alten Rathaus und der benachbarten Ratswaage, beide Gebäude wurden von Grund auf überholt: von der Sicherung der Keller bis zur Erneuerung der Fassaden und Gestaltung der Innenräume. „Wie ein Phönix aus der Asche erhebt sich unser ehrwürdiges Rathaus, das man außen und innen kaum wiedererkennt“. Der geplante neue Ratskeller konnte durch den Ausbruch des Krieges nicht mehr verwirklicht werden. Das Rathaus enthielt einen prächtigen Bürgersaal, das repräsentative Amtszimmer des Oberbürgermeisters, einen Magistratssitzungssaal, das „Gotische Zimmer“ als Trauzimmer in der historischen Ratskapelle und ein schönes Treppenhaus. In den Räumen waren unter anderem ausgestellt: Der silberne Hallorenschatz, die Ehrenbürgerbriefe und das Goldene Buch der Stadt.

### Bombardierung und Abriss
Äußerlich stellte sich bis 1945 das Rathaus so dar: Im nördlichen Teil ein dreigeschossiger, langgestreckter Bau mit backsteinernen Staffelgiebeln an den Schmalseiten im Norden und Süden. Etwas aus der Mitte gerückt auf der Westseite ein viereckiger Treppenturm. Am nördlichen Fassadenende ein risalitartiger Vorbau mit maßwerkgeschmücktem Staffelgiebel, am Schnittpunkt von Risalitdach und Hauptdach ein Dachreiter. Zwischen Vorbau und Turm eine dreigeschossige Loggia.
Infolge des Bombenangriffs vom Karsamstag 1945 wurde das Rathaus schwer beschädigt. Es folgte eine Debatte im Stadtrat und der Öffentlichkeit über einen möglichen Wiederaufbau, bzw. einen Neubau. Als externer Gutachter sprach sich der neue Direktor der Hochschule für Baukunst und bildende Künste in Weimar, Hermann Henselmann, für einen Neubau an gleicher Stelle aus. Für ihn markierten die Kriegszerstörungen des Rathauses das Ende der bürgerlichen Gesellschaft – ein Neubau sollte den Aufbruch in eine „neue Ordnung“ verkörpern. Daraufhin wurde die Ruine des Rathauses 1947 zum Gegenstand eines Wettbewerbes. Mit Hans Scharoun und Heinrich Tessenow waren namhafte Architekten Mitglieder der Jury. Knapp die Hälfte der 112 Teilnehmer sah zumindest den Erhalt von Teilen des Ensembles vor. So auch die Brüder Hans und Wassili Luckhardt, die das Alte Rathaus und den Barockflügel in einen Neubau einbezogen, und als Sieger des Wettbewerbes hervorgingen. Unter Ignorierung des Wettbewerbsergebnisses wurde das Rathaus jedoch 1948 abgerissen. Daraufhin wurde von der Stadt 1949 ein zweiter, begrenzter Wettbewerb durchgeführt, bei dem kein 1. Preis vergeben wurde und der ebenfalls nicht realisiert wurde. Auch wenn die Stadtverordnetenversammlung im Dezember 1949 den Erhalt des Barockflügels beschlossen hatte, wurde dieser im Juli 1950 vom Rat der Stadt eingeebnet.
Die Fundamente und Teile der Kellergewölbe des Rathauses blieben unterirdisch erhalten und wurden in den Jahren 2004/05 archäologisch dokumentiert.

## Kunsthistorische Bedeutung
Nach Einschätzung des nationalkonservativen Kunsthistorikers Kurt Gerstenberg (1946) präsentierte sich das Alte Rathaus der Stadt Halle als ein „...in stilsicheren Zeiten zu einem ungemein glücklichen Organismus ...“ zusammengewachsenes Gebäude: „Man muss seine Räume durchschritten haben, in seinen weiten Dielen bei festlicher Gelegenheit Gast der Stadt gewesen sein, um zu wissen, wie ungewöhnlich treffsicher hier die Stadtbaumeister früherer Zeit gewaltet haben, um im Inneren des Rathauses eine ‚gute‘ Stube für die Stadt zu schaffen. Es ist eine wahrhaft charaktervolle Schönheit, die im Rathaus in Erscheinung tritt, sie ist Ausdruck mitteldeutschen Wesens.“

## Wiederaufbau-Bestrebungen

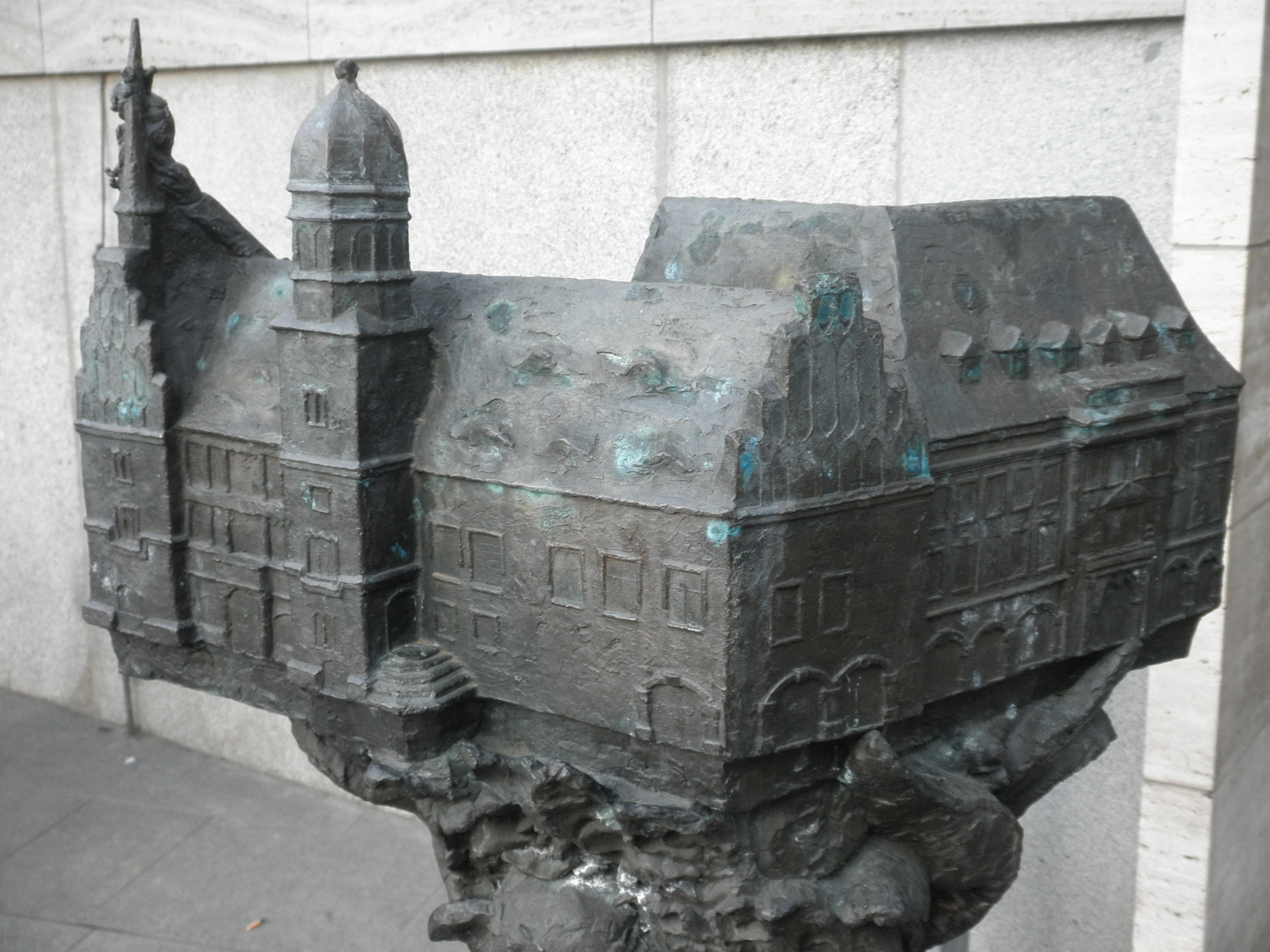
Bronze-Modell des Alten Rathauses

Vor dem Hintergrund intensivierter Rekonstruktionsbestrebungen in vielen deutschen Städten gründeten hallesche Bürger im Jahre 2001 das Kuratorium Altes Rathaus Halle (Saale) e. V. Es setzte sich zum Ziel, die Erinnerung an das Rathaus wieder im öffentlichen Bewusstsein zu verankern. In diesem Zusammenhang wurde am früheren Standort des Bauwerks ein Bronze-Modell des Alten Rathauses der Künstlerin Cathleen Meier aufgestellt – ausschließlich finanziert aus Spenden. 2006 ließ die Stadt Halle (Saale) ein von der Schweizer Künstlerin Maya Graber gestaltetes Bronzerelief zur Erinnerung an das Alte Rathaus in die Marktplatzfläche einfügen. Seit ihrer Gründung 2008 sammelt die Bürgerinitiative Historische Rathausseite Halle (Saale) e. V. Spenden für den Wiederaufbau. Diesem Zweck dient u. a. ein großes Modell des Alten Rathauses aus Schokolade, das seit 2010 im Museum der Halloren Schokoladenfabrik AG ausgestellt ist.
Im Jahre 2016 errichtete die oben genannte Bürgerinitiative die Stiftung Altes Rathaus Halle (Saale). Nahziel dieser Stiftung ist die Restaurierung und Vervollständigung von Bauteilen des Barockflügel-Portals des Rathauses, um es dann an seinem ursprünglichen Standort wieder zu errichten. Von diesem Portal ist etwa die Hälfte der einst verbauten Steine noch erhalten.. Das Schmuckportal wurde 2021 wegen seiner geschichtlichen, kulturell-künstlerischen und städtebaulichen Merkmale in das Denkmalverzeichnis des Landes Sachsen-Anhalt aufgenommen.